# كاسلبوري
كاسلبوري، (بالإنجليزية: Casalbore)‏، هي مدينة و(بلدية) في مقاطعة أفيلينو، كامبانيا، إيطاليا.

## السكان
في سنة 1861 بلغ عدد السكان 2٬235 نسمة، وتطور العدد ليصل في سنة 2011 لـ 1٬922 نسمة.
يظهر هذا المخطط البياني تطور النمو السكاني لـ كاسلبوري